# Gençer Cansev
Gençer Cansev (* 4. Januar 1989 in Yozgat) ist ein türkischer Fußballspieler. 

## Karriere

### Verein
Cansev spielte zu Beginn seiner professionellen Karriere für Küçükköyspor. Nach seinem Debütjahr ging er zu Kartalspor und Giresunspor. Von der Saison 2010/11 bis zur Saison 2012/13 spielte Cansev für Boluspor. Seit dem 1. August 2013 steht er bei Istanbul Büyükşehir Belediyespor (ab 2014 Istanbul Başakşehir) unter Vertrag.
Im Frühjahr 2016 wurde er für den Rest der Saison an den Zweitligisten Göztepe Izmir ausgeliehen und anschließend am Saisonende für eine weitere Saison. Mit diesem Verein beendete er die Saison 2016/17 als Play-off-Sieger der TFF 1. Lig und stieg mit ihm in die Süper Lig auf. 
Zur Saison 2017/18 löste er mit Istanbul Başakşehir seinen Vertrag nach gegenseitigem Einvernehmen auf und wechselte dann zum Zweitligisten MKE Ankaragücü.

### Nationalmannschaft
Für die Türkei absolvierte er bislang vier Spiele für die U-18 und drei Spiele für die U-19-Auswahl.

## Erfolge
Mit Istanbul BB
- Meister der TFF 1. Lig und Aufstieg in die Süper Lig: 2013/14

Mit Göztepe Izmir
- Play-off-Sieger der TFF 1. Lig und Aufstieg in die Süper Lig: 2016/17

Mit MKE Ankaragücü
- Meister der TFF 1. Lig und Aufstieg in die Süper Lig: 2017/18